# Sternbüsche
Sternbüsche (Grewia), auch Grewien oder Sternblumen genannt, sind die artenreichste Pflanzengattung in der Unterfamilie der Grewioideae, die zur Familie der Malvengewächse gehört. Zur Gattung Grewia zählen 150 bis 290 Arten. Fossil ist diese Gattung schon in Tertiärschichten bekannt. Die rezenten Arten haben Areale im tropischen und subtropischen Afrika, Asien und Australien.

## Beschreibung

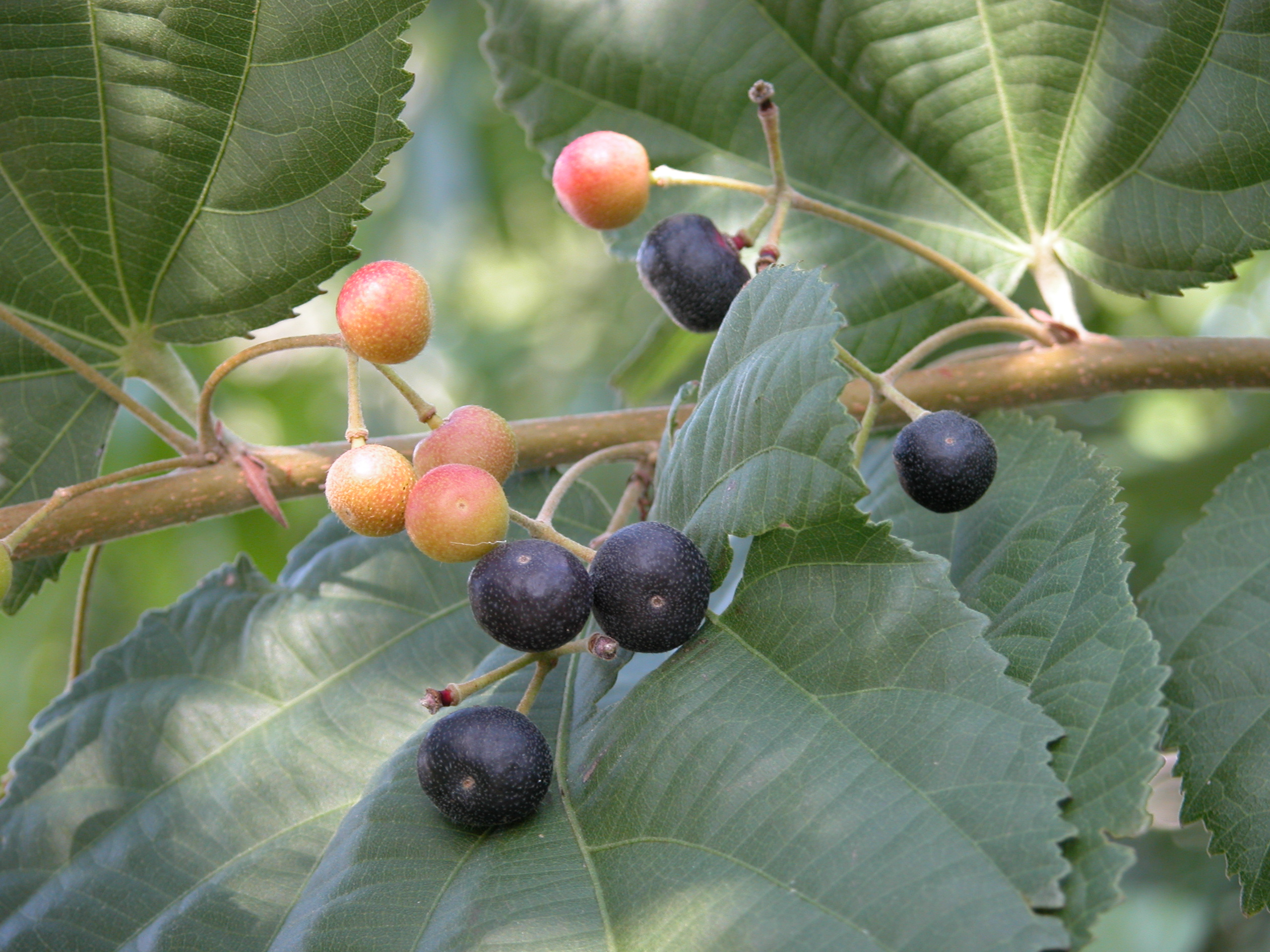
Grewia asiatica mit Früchten

### Vegetative Merkmale
Grewia-Arten wachsen als Sträucher oder kleine Bäume; einige Arten klimmen oder klettern. Die meist wechselständigen, einfachen, gestielten Laubblätter besitzen einen glatten, gezackten oder selten gebuchteten Blattrand; sie können an Ober- und Unterseite leicht behaart sein. Nebenblätter sind vorhanden.

### Generative Merkmale
Die Blüten stehen einzeln oder wenige in zymösen Blütenständen zusammen.
Die zwittrigen Blüten sind fünfzählig. Die fünf freien Kelchblätter sind ledrig und meist gefärbt, also nicht grün. Die fünf freien Kronblätter sind meist kürzer als die Kelchblätter. Nektardrüsen können auf den Kronblättern bzw. auf dem Androgynophor sitzen. Die meist vielen (8 bis 40 oder mehr), untereinander nicht verwachsenen Staubblätter sitzen verteilt auf dem sehr unterschiedlich langen Androgynophor. Die zwei bis vier Fruchtblätter sind zu einem oberständigen Fruchtknoten verwachsen, der sich am oberen Ende des Androgynophors befindet.
Die Steinfrüchte sind rundlich bis deutlich vierlappig (das auch für diese Arten in den in Südafrika gebräuchlichen Namen „Cross-berry“ oder „Four-corner“ zum Ausdruck kommt).

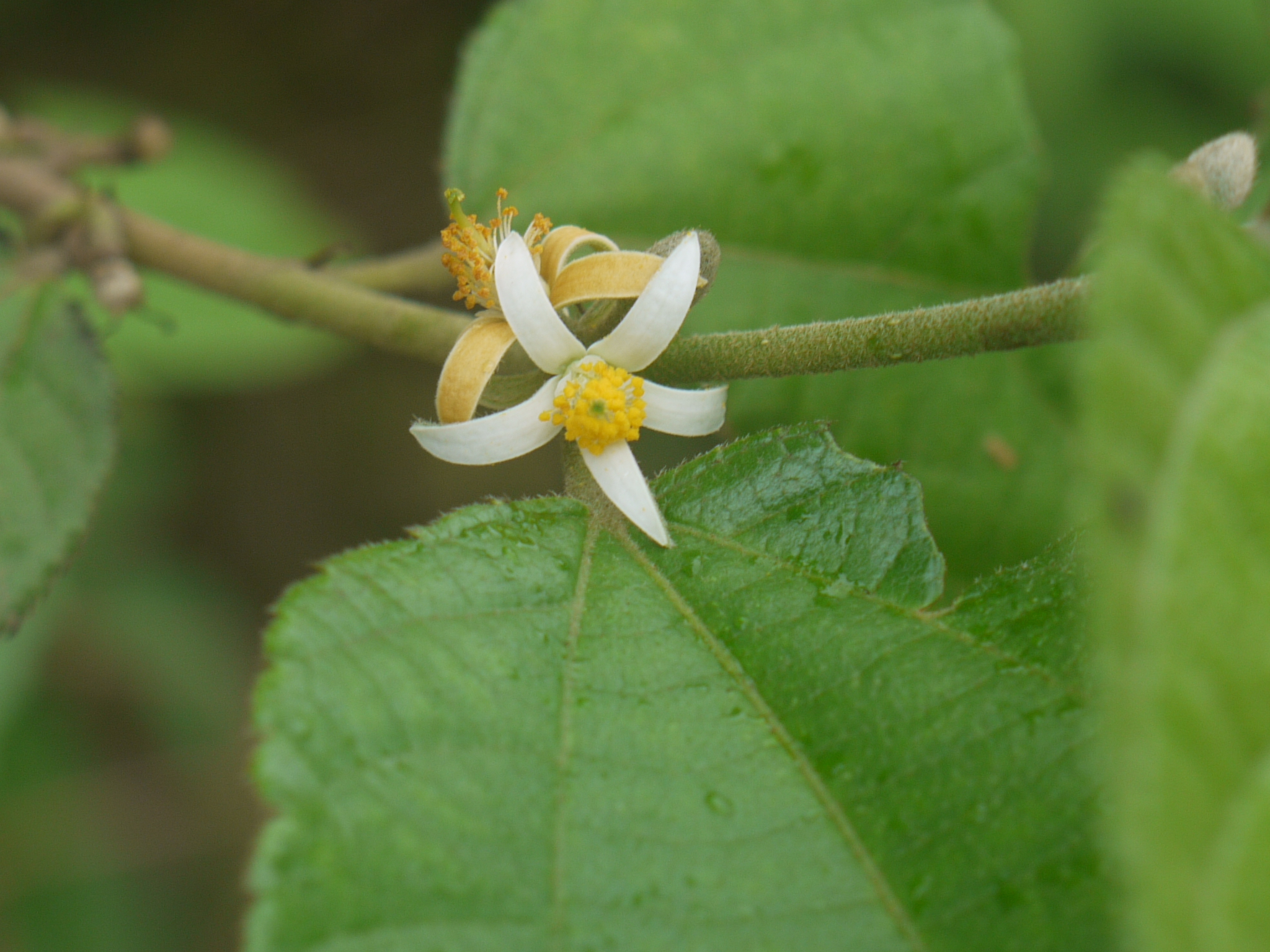
Grewia abutiliifolia

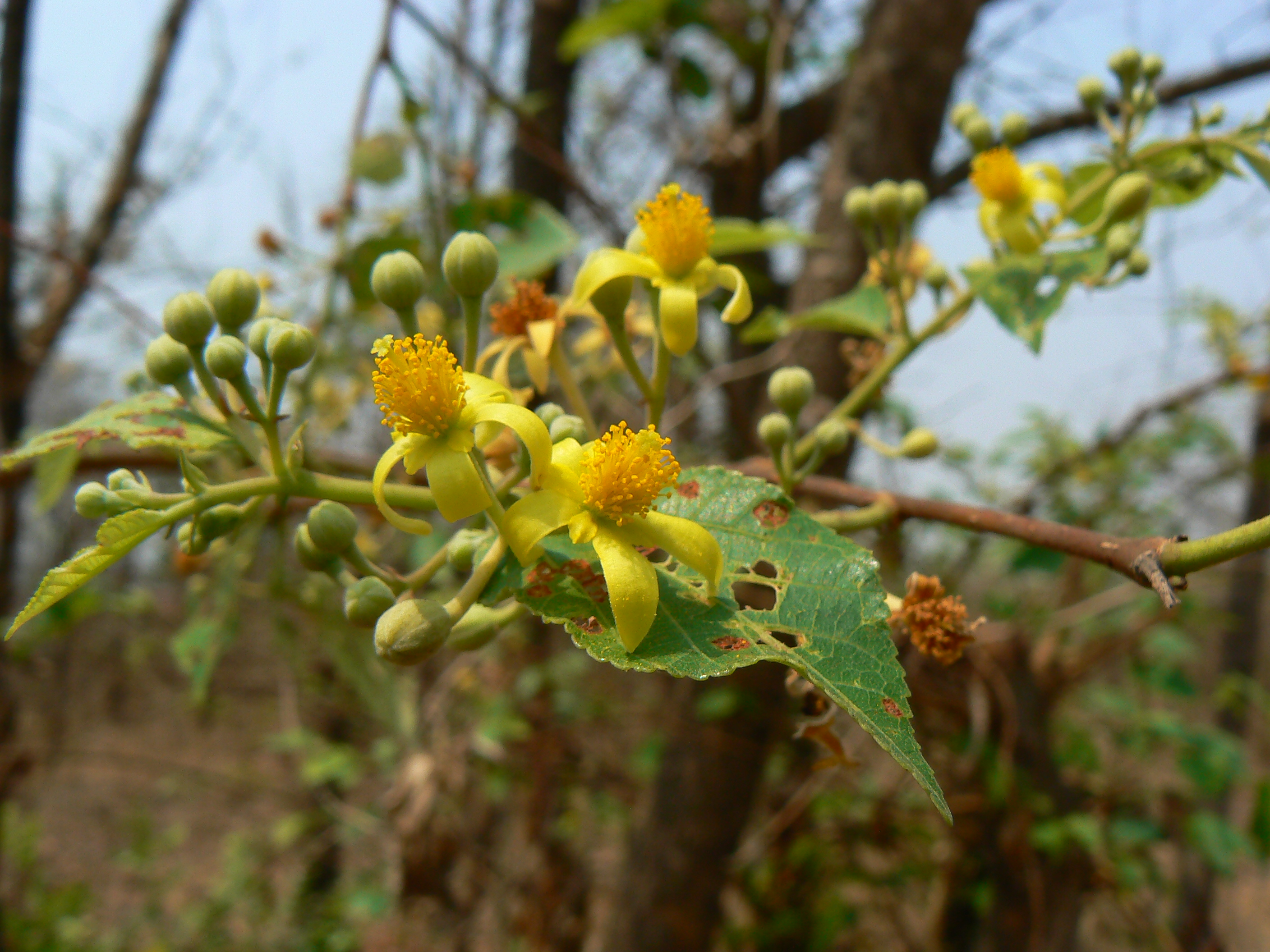
Grewia asiatica

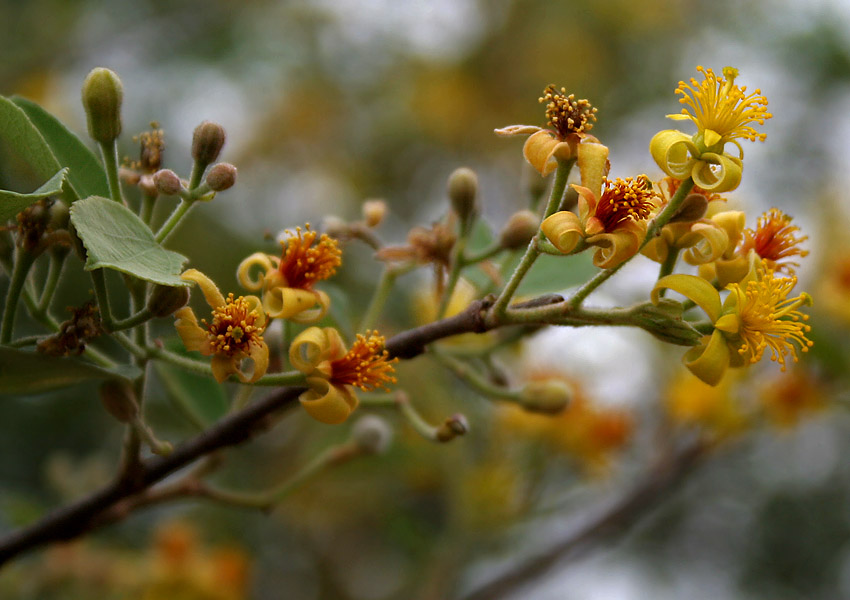
Grewia damine

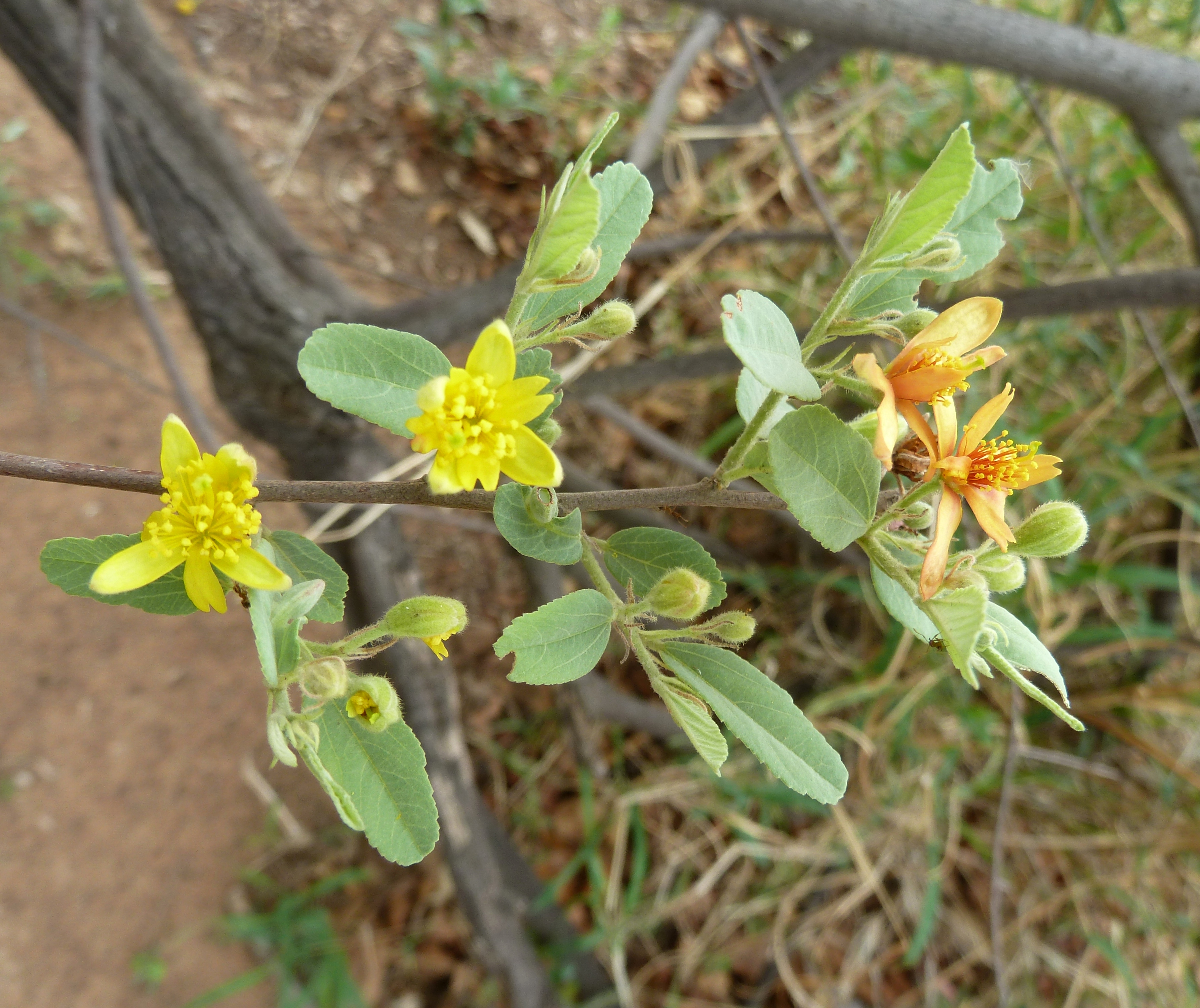
Grewia flava

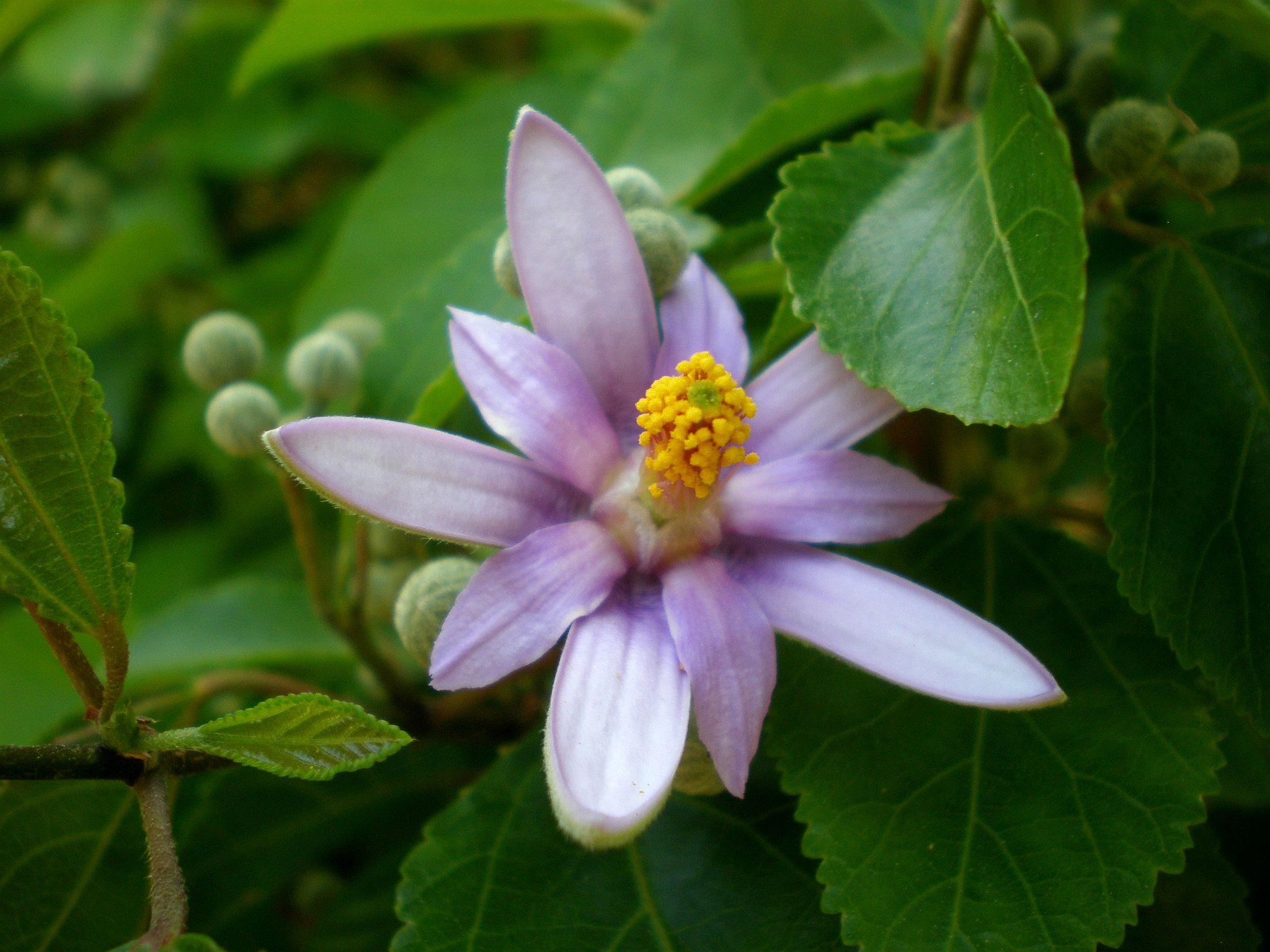
Lavendel-Sternblüte (Grewia occidentalis)

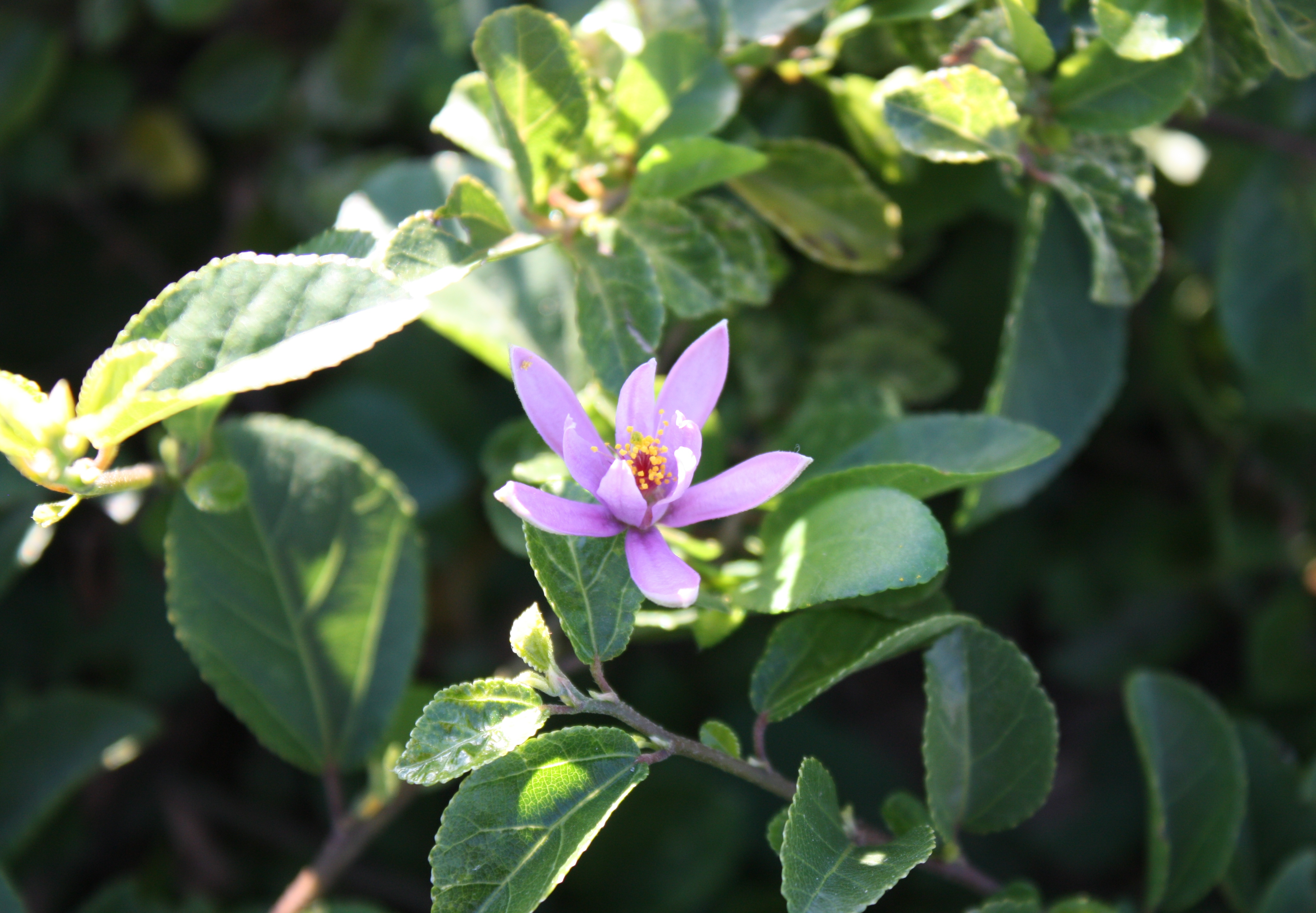
Grewia robusta

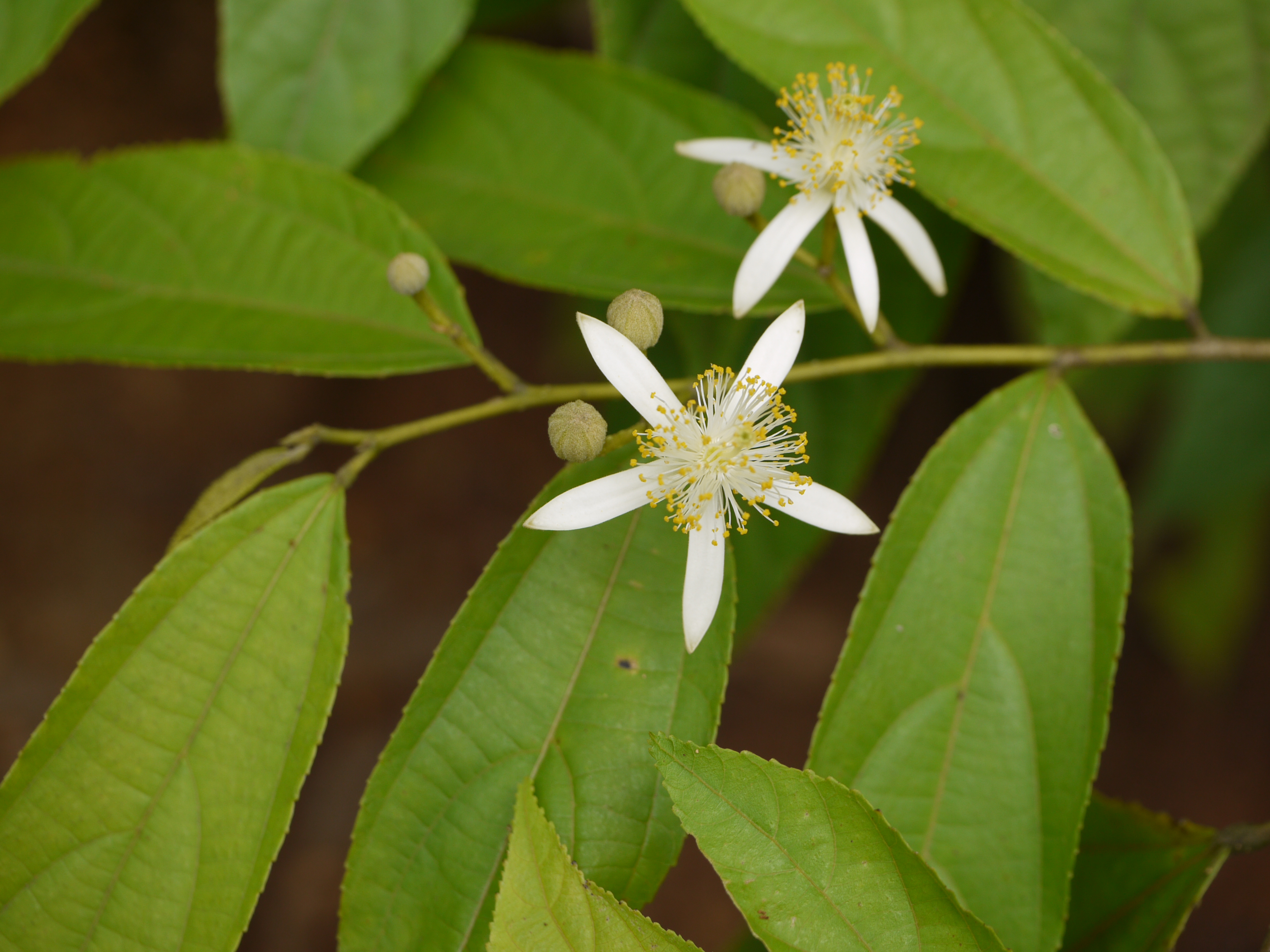
Grewia serrulata

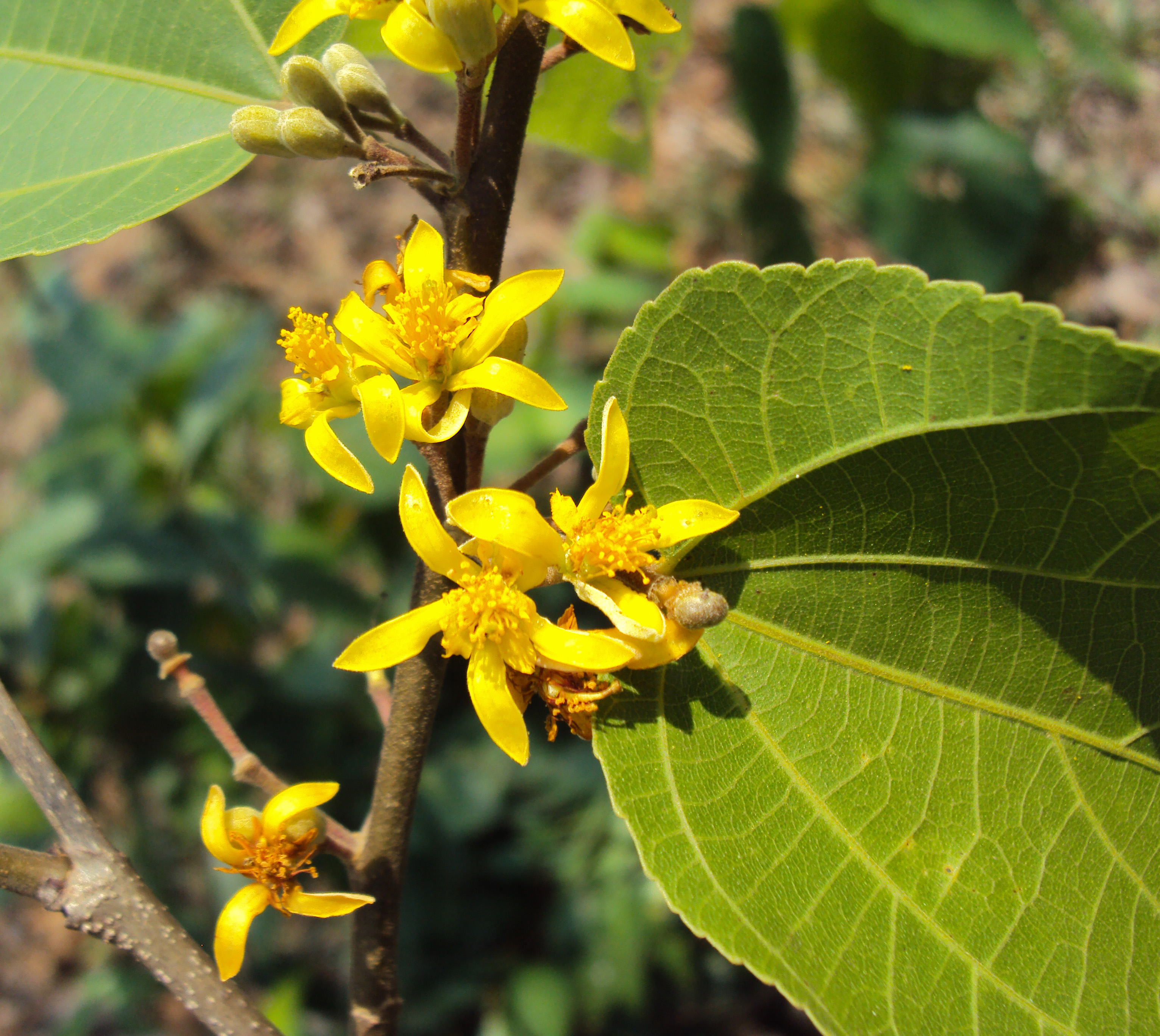
Grewia tiliifolia

## Systematik
Die Gattung Grewia wurde 1753 durch Carl von Linné in Species Plantarum, Tomus 2, Seite 964 aufgestellt. Der Gattungsname Grewia ehrt den englischen Arzt und Botaniker Nehemiah Grew (1628–1682). Synonyme für Grewia L. sind Chadara Forssk., Microcos L., Vinticena Steud.
Die Gattung Grewia wurde früher zu den Lindengewächsen (Tiliaceae) gestellt.
Zur Gattung Grewia gehören  150 bis 290 Arten (Auswahl):
- Grewia abutilifolia Vent. ex Juss.: Sie kommt in Indien, Kambodscha, Laos, Vietnam, Myanmar, Thailand, China, Malaysia und Indonesien vor.[5]
- Grewia acuminata Bedd.: Sie kommt in Indien, Kambodscha, Laos, Malaysia, Myanmar, Thailand, Vietnam, Yunnan und auf Java vor.[5]
- Grewia ambongoensis Baill.[4]
- Grewia amicorum Steud.[4]
- Grewia amplifolia Baill.[4]
- Grewia analamerensis Capuron[4]
- Grewia andramparo R.Vig.[4]
- Grewia angolensis Welw. ex Mast.[4]
- Grewia angustisepala Hung T.Chang[4]
- Grewia annamica Gagnep.[4]
- Grewia antsiranensis Capuron[4]
- Grewia apetala Juss.[4]
- Grewia arborea (Forssk.) Lam.[4]
- Grewia argentea Exell & Mendonça[4]
- Grewia asiatica L. (Syn.: Grewia subinaequalis DC., Grewia hainesiana Hole, Microcos lateriflora L.): Sie kommt in Indien und Bangladesch vor.[3]
- Grewia astropetala Pierre[4]
- Grewia atrobrunnea Burret[4]
- Grewia australis Burret[4]
- Grewia avellana Hiern: Sie kommt in Angola, Sambia, Simbabwe, Botswana, Namibia und Südafrika vor.[3]
- Grewia baillonii R.Vig.[4]
- Grewia bakeriana Baill.[4]
- Grewia balensis Kirkup & Sebsebe: Sie wurde 1999 erstbeschrieben und kommt Somalia, Äthiopien und im südöstlichen Kenia vor.[4]
- Grewia baronii R.Vig.[4]
- Grewia barteri Burret[4]
- Grewia bicolor Juss. (Syn.: Grewia kwebensis N.E.Br.): Sie ist vom tropischen bis südlichen Afrika, auf der Arabischen Halbinsel und dem Indischen Subkontinent verbreitet.[4]
- Grewia bilamellata Gagnep.: Sie kommt in Vietnam und auf den Philippinen vor.[4]
- Grewia biloba G.Don: Sie kommt in China, Taiwan und Südkorea vor.[3]
- Grewia caffra Meisn.: Sie kommt vom südlichen tropischen und ins südliche Afrika vor.[4]
- Grewia calymmatosepala K.Schum.: Sie kommt in Kenia und Tansania vor.[3]
- Grewia cyclopetala Wawra: Sie kommt in Angola vor.[4]
- Grewia damine Gaertn. (Syn.: Grewia salviifolia B.Heyne ex Roth): Sie kommt in Pakistan, Indien und in Nepal vor.[3]
- Grewia decemovulata Merxm.: Demokratische Republik Kongo bis südliches Afrika.[4]
- Grewia eriocarpa Juss. (Syn.: Grewia elastica Royle): Sie kommt im tropischen Asien, in China und in Taiwan vor.[3]
- Grewia flava DC. (Syn.: Grewia cana Sond.): Südliches tropisches und südliches Afrika.[4]
- Grewia flavescens Juss.: Sie kommt vom tropischen bis ins südliche Afrika, im Jemen und in Indien vor.[3]
- Grewia gracillima Wild: Sie kommt in Mosambik, Simbabwe und im nördlichen Südafrika vor.[4]
- Grewia guazumifolia Juss. (Syn.: Grewia glabra Blume): Sie kommt im südlichen Malesien bis ins nördliche Australien vor.[4]
- Grewia helicterifolia Wall. & G.Don: Indischer Subkontinent bis Malaiische Halbinsel.[4]
- Grewia herbacea Welw. ex Hiern: Tansania bis südliches tropisches Afrika.[4]
- Grewia hexamita Burret (Syn.: Grewia messinica Burtt Davy & Greenway): Sie kommt in Tansania und im südlichen Afrika vor.[3]
- Grewia hirsuta Vahl: Sie kommt in China und im tropischen Asien vor.[3]
- Grewia hornbyi Wild: Sie kommt in Mosambik und in Südafrika vor.[3]
- Grewia inaequilatera Garcke: Westliches Tansania bis südliches Afrika.[4]
- Grewia inflexa Merr.. Sie wird auch als Synonym von Microcos inflexa (Merr.) Burret angesehen.[4] Sie kommt auf den Philippinen vor.[4]
- Grewia lasiocarpa E.Mey. ex Harv.: Sie kommt in Südafrika vor.[3]
- Grewia lepidopetala Garcke: Tansania bis südliches tropisches Afrika.[4]
- Grewia micrantha Bojer (Syn.: Grewia aurantiaca Weim.): Sie kommt in Kenia, Tansania, Simbabwe, Malawi, Mosambik, Sambia und in Madagaskar vor.[3][4]
- Grewia microcarpa K.Schum.: Südöstliches Kenia bis südliches tropisches Afrika.[4]
- Grewia mollis Juss.: Sie kommt im tropischen Afrika und im Jemen vor.[3]
- Grewia monticola Sond. (Syn.: Grewia obliqua Weim.): Sie kommt im tropischen und im südlichen Afrika vor.[3][4]
- Grewia multiflora Juss.: Sie kommt in Thailand, Indonesien, Laos, Myanmar und in Yunnan vor.[3]
- Lavendel-Sternblüte (Grewia occidentalis L.): Sie kommt in Botswana und in Namibia vor.[3]
- Grewia optiva J.R.Drumm. ex Burret (Syn.: Grewia oppositifolia Buch.-Ham. ex D.Don): Sie kommt in Pakistan, Indien, Nepal und Bhutan vor.[3]
- Grewia pachycalyx K.Schum.: Sie kommt in Tansania, Malawi, Mosambik, Sambia, Simbabwe, Botswana und in Namibia vor.[3]
- Grewia palawanensis Merr.: Dieser Endemit kommt nur auf Palawan vor.[4]
- Grewia piscatorum Hance: Sie kommt in Fujian, Hainan und Taiwan vor.[5]
- Grewia praecox K.Schum.: Tansania bis südliches tropisches Afrika.[4]
- Grewia pyriformis Merr.: Sie wird auch als Microcos crassifolia Burret in die Gattung Microcos gestellt. Sie kommt in Borneo vor.[4]
- Grewia retinervis Burret: Sie kommt in Angola, Simbabwe, Sambia, Botswana, Namibia und Südafrika vor.[3]
- Grewia retusifolia Kurz: Sie kommt in Indonesien, Vietnam, im nördlichen Australien und in Guangxi vor.[5]
- Grewia rhombifolia Kanehira & Sasaki: Sie kommt in Taiwan vor.[5]
- Grewia rizalensis Merr.: Dieser Endemit kommt nur auf Luzon vor.[4]
- Grewia robusta Burch. (Syn.: Grewia krebsiana Kuntze): Südafrika.[4]
- Grewia sapida Roxb.: Indischer Subkontinent bis Thailand.[4]
- Schinzens Rosinenstrauch (Grewia schinzii K.Schum.): Er kommt in Angola, Sambia, Botswana und Namibia vor.[3]
- Grewia sclerophylla Roxb. ex G.Don: Sie kommt in Bangladesch, Indien und Myanmar vor.[3]
- Grewia serrata Blanco: Philippinen.[4]
- Grewia setacea Merr.: Dieser Endemit kommt nur auf Luzon vor.[4]
- Grewia stolzii Ulbr. (Syn.: Grewia hopkinsii Suess. & Merxm.): Sie kommt im tropischen Afrika vor.[3][4]
- Grewia stylocarpa Warb. ex Perkins: Sie wird auch als Microcos triflora (Blanco) R.C.K.Chung in die Gattung Mitrocos gestellt. Sie kommt von Borneo bis zu den Philippinen vor.[4]
- Grewia subspathulata N.E.Br.: Südliches tropisches bis südliches Afrika.[4]
- Grewia sulcata Mast.: Sie kommt in Tansania, Botswana, Mosambik und in Transvaal vor.[3]
- Schmalblättriger Sternbusch (Grewia tenax (Forssk.) Fiori, Syn.: Grewia populifolia Vahl, Chadara betulaefolia Juss., Chadara erythraea Schweinf., Chadara tenax Forssk.): Er kommt im tropischen und im südlichen Afrika, auf Mauritius,  auf der Arabischen Halbinsel, im Iran, in Afghanistan, Pakistan, Indien und Sri Lanka vor.[3]
- Grewia tiliifolia Vahl: Sie kommt in Indien, Sri Lanka, Kambodscha, Laos, Myanmar, Vietnam und in China vor.[3]
- Zottiger Rosinenstrauch (Grewia villosa Willd., Syn.: Grewia orbiculata G.Don, Grewia corylifolia A.Rich., Grewia echinulata Delile): Er kommt in Afrika, im Jemen, Oman, im Iran, in Pakistan und in Indien vor.[3]
- Grewia viridiflora Teijsm. & Binn.[4]
- Grewia viscosa Boivin ex Baill.[4]
- Grewia vitiensis Turrill[4]
- Grewia voloina Capuron[4]
- Grewia welwitschii Burret[4]
- Grewia winitii Craib[4]
- Grewia woodiana K.Schum.[4]
- Grewia xanthopetala F.Muell. ex Benth.[4]
- Grewia yinkiangensis Y.C.Hsu & R.Zhuge[4]
- Grewia zizyphifolia Baill.[4]